# NGC 4952
NGC 4952 (również NGC 4962, PGC 45233 lub UGC 8175) – galaktyka eliptyczna (E), znajdująca się w gwiazdozbiorze Warkocza Bereniki. Jest to galaktyka z aktywnym jądrem typu LINER.
Odkrył ją William Herschel 13 marca 1785 roku. Ponownie obserwował ją 11 kwietnia tego samego roku. Ponieważ obliczone przez niego pozycje galaktyki się różniły (jak się później okazało pozycja z wcześniejszej obserwacji była niedokładna), skatalogował ją jako dwa różne obiekty. John Dreyer w swoim New General Catalogue skatalogował obie obserwacje Herschela jako, odpowiednio, NGC 4962 i NGC 4952.